# Azecho
Azecho, anche Hazecho o Hacego (... – Worms, 18 gennaio 1044), è stato un vescovo tedesco.

## Biografia
Diverse fonti affermano che sia stato conte di Nassau. Il cronista di Worms, Friedrich Zorn (1538–1610) tramandò fra l'altro l'iscrizione sulla sua tomba che mette anche in risalto la sua origine dal Casato di Nassau. Dalle stesse fonti si evince che fu scelto pastore di Worms il 5 dicembre 1025. 
Azecho prese parte nel 1027 al Sinodo di Francoforte. Nel 1035 consacrò l'altare di destra nella cripta del convento di Limburgo a Bad Dürkheim, mentre nello stesso tempo i vescovi Pellegrino di Colonia e Reginbaldo II di Dillingen consacravano rispettivamente l'altare centrale e quello di sinistra. Ancora nel medesimo anno o nel 1036 Azecho accompagnò l'imperatore Corrado II nella sua campagna contro i Venedi. Egli era anche legato da amicizia con la nuora dell'imperatore Gunilde di Danimarca. In una lettera dell'agosto 1036 il cappellano di corte Immone (più tardi vescovo di Arezzo-Cortona-Sansepolcro) riferì al suo pastore Azecho, che la regina Gunilde era triste per la sua partenza, poiché ora lei non poteva donare mandorle più a nessuno e confidava nelle parole paterne.

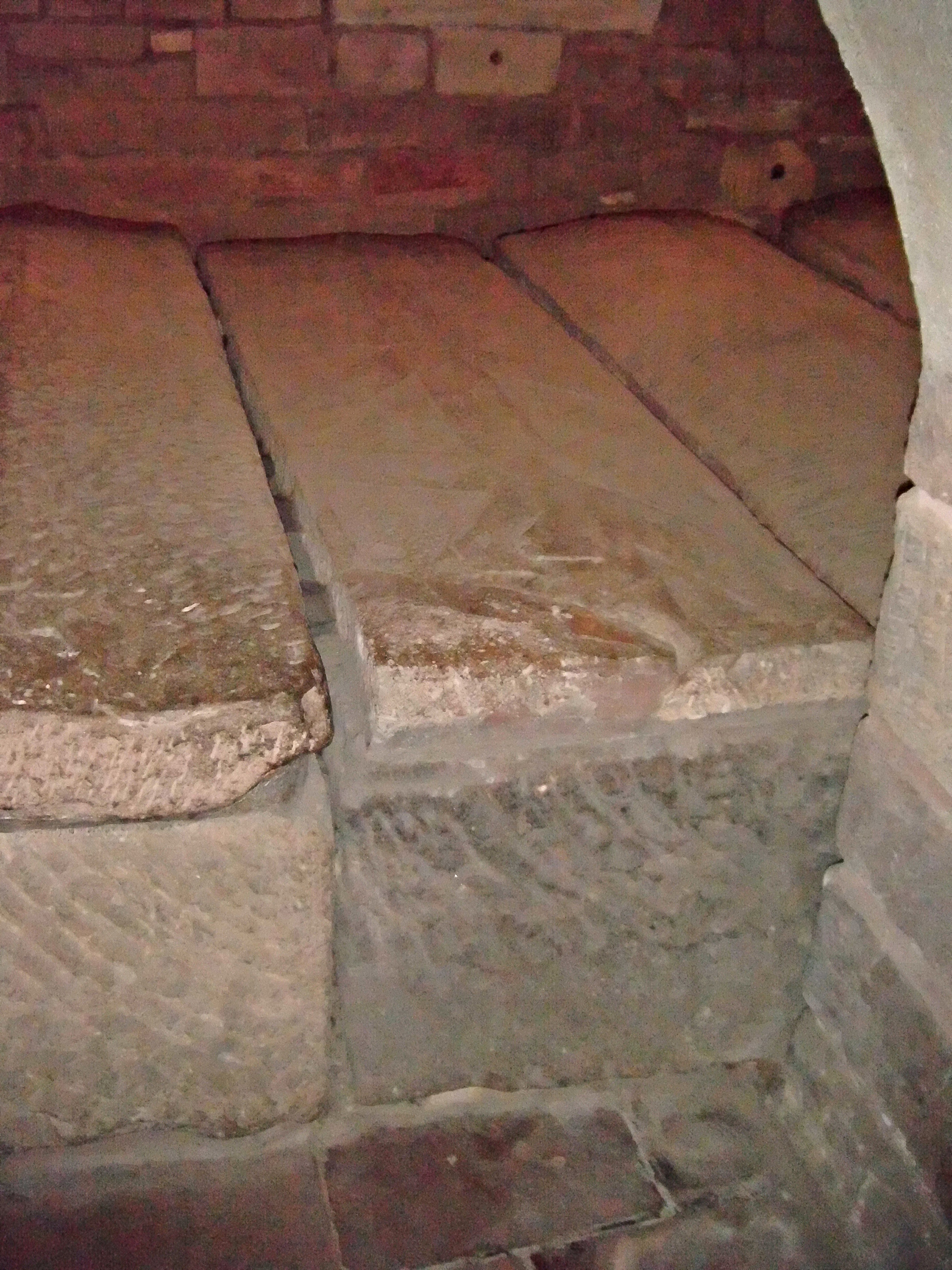
Sarcofago nel Duomo di Worms

Nel Codex minor ecclesiae Spirensis, un cartulario della diocesi di Spira del XIII secolo si è conservata la notizia che il 3 dicembre 1038, nella suddetta abbazia di Limburgo, fu deciso dal vescovo Bardo di Magonza, in presenza dell'imperatore Corrado II, della sua consorte Gisella e dei vescovi Azecho di Worms, Reginbaldo di Spira, Eriberto di Eichstätt, della diocesi di Eichstätt, Dithmar di  Hildesheim e Gualtiero di Verona, nella "disputa sul calendario" contro il vescovo Guglielmo I di Strasburgo, che la prima domenica di Avvento doveva cadere sempre tra il 27 novembre e il 3 dicembre. Sullo sfondo dell'occasione vi fu la visita dell'imperatore il 26 novembre di quell'anno a Strasburgo, dove egli con sua sorpresa aveva scoperto che suo zio, il vescovo Guglielmo, vi aveva celebrato una settimana prima la prima domenica di Avvento, nel che l'imperatore aveva visto una deviazione dalla norma ecclesiastica.
La salma di Azecho fu inumata a Worms. Il suo sarcofago si trova nella cripta salica del Duomo di Worms.
Nella cosiddetta Raccolta epistolare di Lorsch ( o Raccolta di Worms) sono tramandate diverse lettere dei vescovi ad altri membri del clero in versione originale.

## Genealogia episcopale
La genealogia episcopale è:
- Arcivescovo Aribo di Magonza
- Vescovo Azecho